# カルガモ

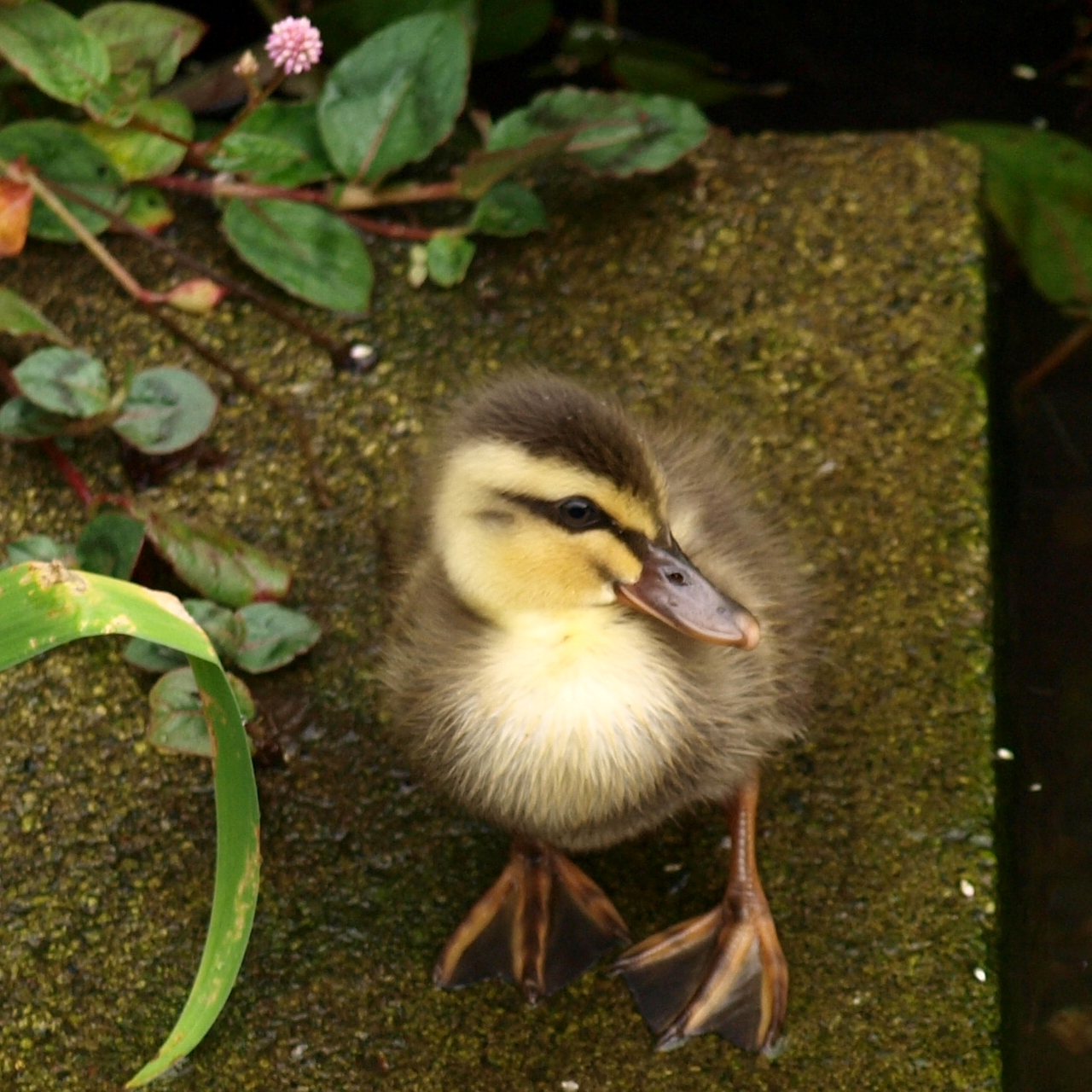
雛

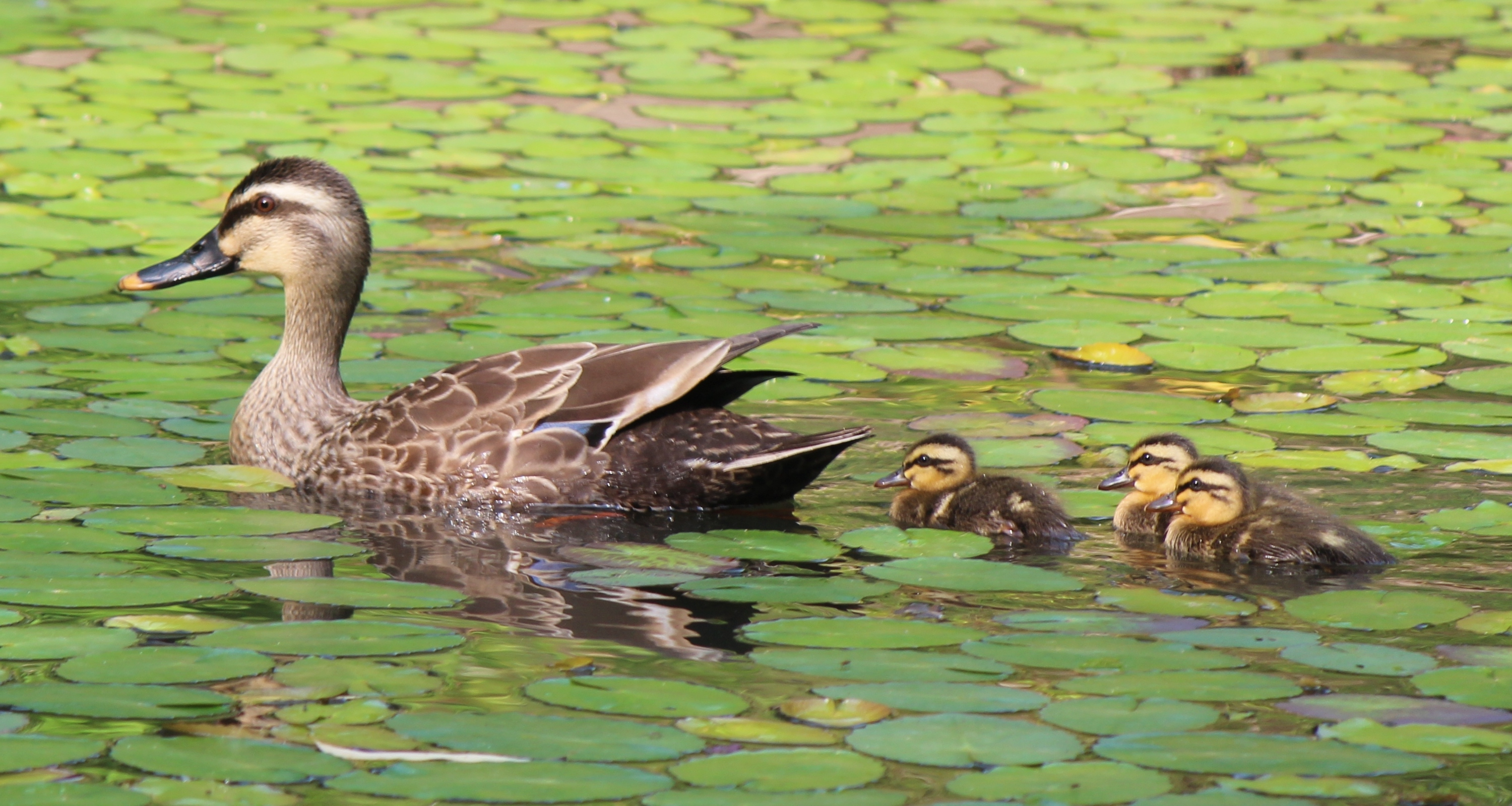
カルガモの親子

カルガモ（軽鴨、学名:Anas zonorhyncha）は、鳥綱カモ目カモ科マガモ属に分類される鳥類。

## 分布
中華人民共和国、日本、アムール地方、朝鮮半島に分布する。
日本では主に本州以南に周年生息（留鳥）するが、北方に生息する個体には冬季に暖地へ移動するものも存在する（渡り鳥）。和名は「軽の池」（橿原市大軽周辺とする説もあり）で夏季も含めて見られたカモであったことに由来すると考えられている。

## 形態
全長51.5 - 64.5センチメートル。翼長オス25.4 - 27.6センチメートル、メス24.3 - 26センチメートル。頭頂や背・腰は黒褐色。次列風切の光沢は青紫色で、次列風切や三列風切羽縁に小型で不明瞭な白色部がある。オスは腹部が濃褐色で、羽毛外縁（羽縁）の淡色部が小型になり胸部との差異が明瞭。尾羽基部を被う羽毛（上尾筒・下尾筒）が光沢のある黒。メスは胸部と腹部の羽色の差異が不明瞭。上尾筒や下尾筒が黒褐色で、羽縁が淡色だったり淡色の斑紋が入る。

## 分類
以前は種Anas poecilorhynchaおよび亜種A. p. zonorhynchaの和名がカルガモとされていた。2016年現在のBirdlife Internatinal・2017年現在のClements Checklist (v2017)・2018年現在のIOC World Bird List (v8.2) では、いずれも本種を独立種として扱っている。

## 生態
河川や湖沼・湿地・干潟・水田などに生息する。渡りは行わないが、北部個体群は冬季になると南下する。
餌は主に夜間にとる。食性は主に植物食で植物の葉や種子などを食べるが、ゲンゴロウなどの水生昆虫やタニシなど貝類を食べることも知られている。またワカサギなどの魚類を食べることもある。2004年に長野県で狩猟された個体が、咥えていたものと消化管の内容物を含めてオイカワを30尾も食べていたという報告例もある。
繁殖形態は卵生。集団繁殖地（コロニー）を形成することもある。草本や枯草・ササなどを組み合わせた直径22 - 30センチメートルに達する皿状の巣を作る。10 - 14個の卵を産む。抱卵期間は26 - 28日。谷津干潟において子連れのメスが他個体の雛8羽、オカヨシガモの雛3羽を殺した例が報告されている。これは繁殖地が高密度になった影響で、親鳥が攻撃的になったためと推定されている。

## 人間との関係

### 食害等
イネなどを食害する、水田を踏み荒らすことで種籾を埋没させ発芽率を低下させる害鳥とみなされることもある。

### 食用
本種は雑食の性質が強く、植物質の餌以外にタニシなどの動物質の餌も好んで食べるため、肉に臭みが出る傾向がある。そのため、日本ではマガモのように賞味される機会は少ないものの、それでもマガモと比べて食味が極端に落ちるほどではなく、植物食の傾向が強い時期の肉はマガモと並んで美味とされる。狩猟鳥として人気があり、毎年20数万羽が撃ち落されていると言われる。

### 交雑
日本では、カルガモと、飼育されていたものが野生化したと考えられるマガモやマガモ系アヒルが交雑した事例が各地で報告されている。また、カルガモと、放し飼いのアヒルやアイガモとの交雑が多く見られるようになっている。
日本のカルガモはアヒルとの種間雑種が存在しているとされる。アヒルの原種はマガモであり、3代も野生で放置されると飛翔するほどになるが、日本のカルガモもアヒルと交雑することで、元々は狩猟の対象であり、ヒトを恐れていたはずのカルガモも前述のようなヒトを恐れない行動をとるようになっていったと考えられ、都市部のカルガモの多くがアヒルとの雑種であり、遺伝子汚染が進行している。照明の多い都市部では夜間に飛翔する個体もある。外形に関する遺伝形質はカルガモの方が強いため、見た目はカルガモでも性格はアヒルに近いものが現れたと分析される。

### カルガモの引っ越し
日本では1984年以降、数年間に渡って東京都千代田区大手町にある三井物産ビルのプラザ池から皇居和田倉堀へ引っ越す本種の親子をメディアが取り上げ、ブームとなったことがある。同ビルに本社を置く三井物産では、1998年から2013年まで、女性社員がカルガモレディとして同池に営巣するカルガモを観察し、記録していた。この池は、同ビルの再開発のため2013年に閉鎖されたが、2021年3月までに新たな池が整備される予定である。
メディア研究家の衣輪晋一は「SNSなどで一般ユーザーも発信できるようになったことで、より身近な出来事として人々の関心を集めており、日本国外からもその高さが注目されていた」と述べている。衣輪は動物ものという定番のテーマに加え、野生動物故にやらせがおきにくいも人気の理由ではないかと分析している。
一方、本種の親子が線路上に迷い込み、電車の遅延につながった例もあった。

### その他
一列に並んで歩く親子の様子から、道路上を複数の車両が密接に連なって走行することや、そのようにして料金所を不正に通過する行為を「カルガモ走行」（カルガモそうこう）と称するようになった。
1994年（平成6年）1月13日から2014年（平成26年）3月31日まで販売された90円普通切手の意匠になった。